# Сечовле
Сечовле (на словенски: Sečovlje; на италиански: Sicciole) е село в Словения, Обално-крашки регион, община Пиран. Според Националната статистическа служба на Република Словения през 2015 г. селото има 781 жители.